# Kulturpalast (Chemnitz)

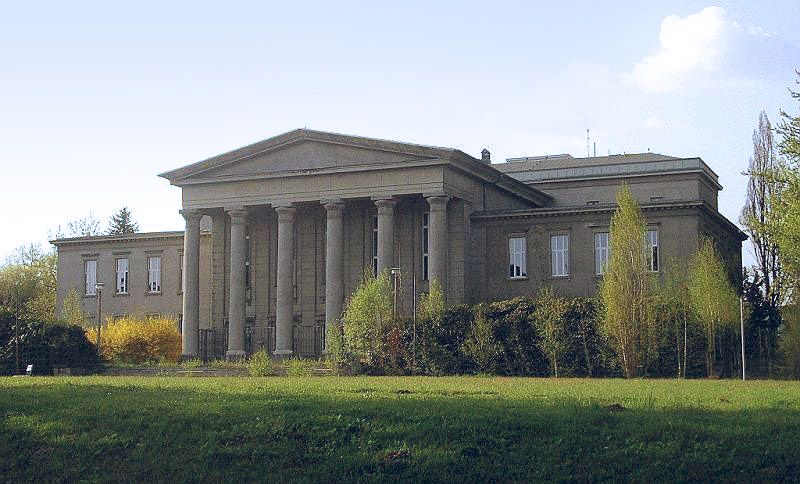
Kulturpalast am Pelzmühlenteich

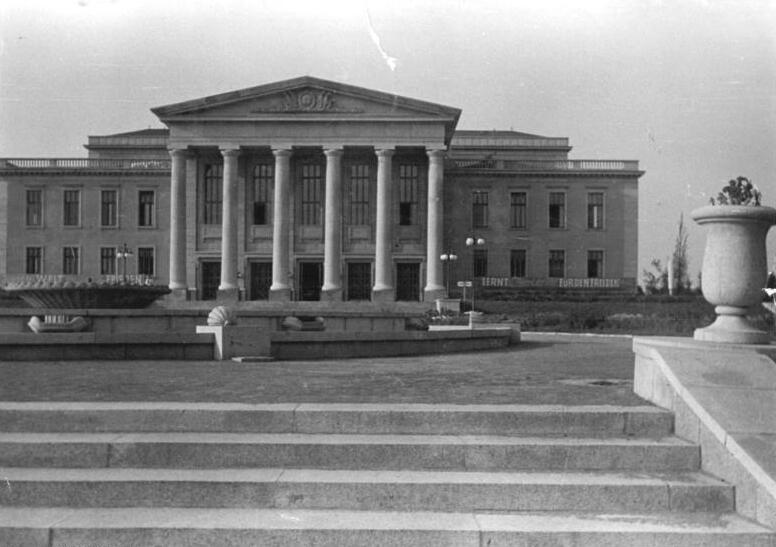
Foto von 1951 – kurz nach der Einweihung

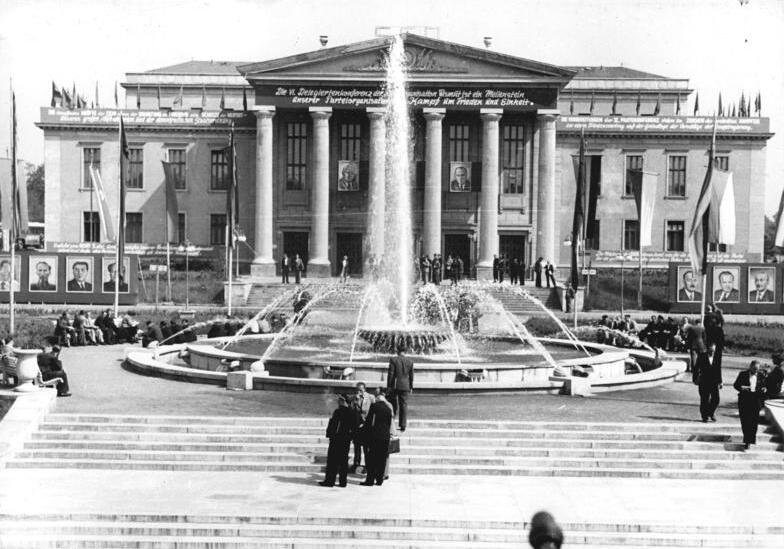
Im Sommer 1952

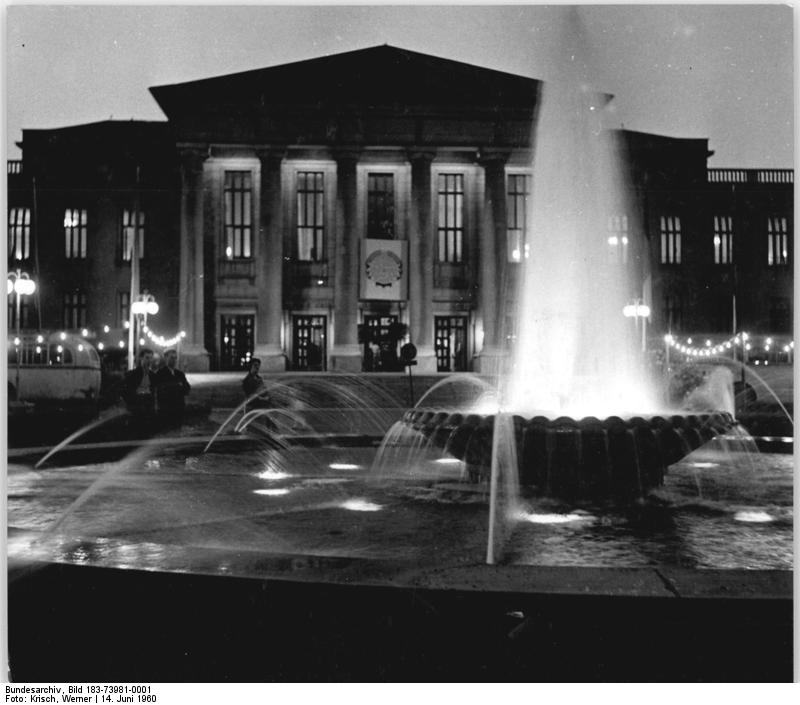
Bei Nacht – Juni 1960

Der Kulturpalast Rabenstein im Stadtteil Rabenstein von Chemnitz ist ein am Nordufer des Pelzmühlenteiches im Stil des Sozialistischen Klassizismus, einer Variante des Neoklassizismus, im Jahr 1950 errichtetes monumentales Gebäude.
Die Architekten waren Kurt Ritter, Adam Bugner und Joachim Rackwitz. Es war der erste, strikt nach sowjetischem Vorbild entstandene Kulturpalast in der DDR und wurde am 14. Januar 1951 in Anwesenheit des damaligen Ministerpräsidenten der DDR Otto Grotewohl feierlich eingeweiht. Der Kulturpalast der Werktätigen beherbergte einen Theatersaal mit etwa 900 Plätzen, einen zweiten großen Saal für Tanzveranstaltungen, ein Restaurant und ein Café, eine Bibliothek sowie ein Damen-, Kinder-, Musik- und Billardzimmer.
Bereits 1967 wurde der Kulturpalast wieder geschlossen. Die Gründe sind heute nicht mehr eindeutig nachzuvollziehen. Die SDAG Wismut hatte kein Interesse mehr am kostenintensiven Betrieb des großzügigen Gebäudes.

## Nutzung als Fernsehstudio
Später wurde das Gebäude vom Fernsehen der DDR als Studio Karl-Marx-Stadt und anschließend vom Mitteldeutschen Rundfunk (MDR) genutzt.
Im Studio Karl-Marx-Stadt/Chemnitz produzierte Sendungen
- Schätzen Sie mal. Moderation: Lutz Hoff. Ausgestrahlt von August 1974 bis 1997, anfangs im Fernsehen der DDR, später vom MDR übernommen.[3]
- SpielSpaß – Moderation: Hans-Georg Ponesky. Ab 1977. An die ZDF-Sendung „Pyramide“ angelehnte 45-minütige Show.[4]
- Diva. Moderation: Carmen Nebel. Im Mittelpunkt jeder Show stand eine prominente Frau (u. a. Zarah Leander und Grace Kelly). Die Sendung lief sonntagabends im MDR Fernsehen und wurde auch vom Sender Freies Berlin (SFB) übertragen.[5]
- Stop & Go – Die Einschaltshow. Moderation: Jürgen Schulz. Zuschauer konnten während der Sendung für Stop bzw. Go anrufen und so Beiträge vorzeitig beenden. Ausgestrahlt ab 1993 sonntagabends.[6]
- Biwak – Das Bergsport Magazin
- Alles singt
- Mit Lutz und Liebe – Moderation: Lutz Jahoda.
- Silvestershows des DDR-Fernsehens
- Wenn. Dann. Die … Show! Kindersendung mit Wolfgang Lippert. (Kinderkanal)

Im Zuge der Fertigstellung des neuen Leipziger Sendezentrums im Jahr 2000 gab der MDR den Kulturpalast als Sendestudio auf. Bereits im Herbst 1999 wurden die Tätigkeiten des MDR im Studio Chemnitz eingestellt und nach Leipzig verlegt. Seitdem war das Gebäude Vandalismus und Verfall preisgegeben.

## Umbau zu Eigentumswohnungen
Im Jahr 2018 erwarb das Leipziger Unternehmen GRK Immobilien, gegründet von Steffen Göpel und seit 2017 Teil von Instone Real Estate, den Bau.
Ab Mai 2021 wurden die nicht erhaltenswerten Funktions-Anbauten abgerissen. Das Hauptgebäude wurde bis 2024 zum Wohnpalais mit 64 hochwertig ausgestatteten Wohnungen von insgesamt 5.700 Quadratmetern Wohnfläche umgebaut. Der Theater- und Sendesaal wich bei dem Umbau einem Innenhof; Fassade und Portal wurden nach historischem Vorbild erhalten.